# Малышак, Юрий Геннадиевич
Юрий Геннадьевич Малышак (род. 20 октября 1958) — российский политический деятель. Депутат Государственной Думы второго созыва (1995—1999).

## Биография
Окончил Харьковский заочный машиностроительный техникум, перед избранием в Государственную Думу работал шлифовщиком ОАО «Пятигорсксельмаш», избирался депутатом Пятигорской городской Думы Ставропольского края.
18 ноября 1998 года получил мандат депутата Госдумы, освободившийся после смерти Александра Елисеева.. Был членом фракции КПРФ, членом Комитета по конверсии и наукоемким технологиям.
В декабре 2003 года избирался в Госдуму по одномандатному округу, занял второе место (набрав 13,15 %), избран был Катренко Владимир Семенович.